# Takács Judit
Takács Judit (Budapest, 1968. június 15. –) magyar szociológus, egyetemi oktató, az MTA doktora. Kutatási területe: családi gyakorlatok, munka-család összehangolás, társadalmi nem, LMBTIQ+ emberek társadalmi helyzete

## Életútja
Budapesten született értelmiségi családban; édesanyja T. Urbán Ilona nyelvész, édesapja Takács Lajos néprajzkutató.
Az Apáczai Csere János Gyakorló Gimnáziumban érettségizett, majd magyar–történelem és kulturális antropológia szakon diplomázott az Eötvös Loránd Tudományegyetemen, illetve társadalomtudományok szakon a Amszterdami Egyetemen. 2002-ben doktori fokozatot szerzett szociológiából (summa cum laude) a Budapesti Corvinus Egyetemen. 2011-ben habilitált az Eötvös Loránd Tudományegyetemen.
A Magyar Tudományos Akadémia, később HUN-REN Társadalomtudományi Kutatóközpont Szociológiai Intézetének tudományos tanácsadója, a Társas kapcsolatok és hálózatelemzés osztály munkatársa, 2011 és 2013 között tudományos igazgatóhelyettes. 2014-ben kapta meg kutatóprofesszori kinevezését. 2019-ben védte meg akadémiai doktori értekezését.
Fő kutatási területei: családi gyakorlatok, munka-család összehangolás, társadalmi nem, LMBTIQ+ emberek társadalmi helyzete, homofóbia, transzfóbia, HIV/AIDS-prevenció, antidiszkriminációs és esélyegyenlőségi közpolitikák, a (homo)szexualitás társadalomtörténete.

## Kutatásai

### Magyar nyelven
- A homoszexualitás 20. századi társadalomtörténete az 1990 előtti Magyarországon (OTKA – 105414)
- Az apaszerepek változásai  (2005–2008); Támogató: MTA (Bolyai János Kutatási Ösztöndíj)
- Transzszexuálisok a szociális és egészségügyi ellátórendszerben 2003–2004); Támogató: Egészségügyi Minisztérium
- Család és politika (Neményi Mária vezetésével) (2002–2004); Támogató: OTKA

### Idegen nyelven
- HIV Prevention within High-Risk Social Networks – International Social Network Study I- II. (CAIR, Medical College of Wisconsin vezetésével)  (2003-2007; 2007-2012)
- Citizens in Diversity: A Four-Nation Study on Homophobia and Fundamental Rights  (2010-2011)
- RECWOWE: Reconciling Work and Welfare in Europe (2006-2011)
- Social Exclusion of LGBT Youth in Europe (2006) ILGA-Europe
- How to put equality into practice? Anti-discrimination and equal treatment policies and LGBT people (2004–2005)
- IPROSEC: Improving Policy Responses and Outcomes to Socio-Economic Challenges – Changing Family Structures, Policy and Practice Neményi Mária vezetésével (2000-2003)

## Publikációk

### Magyar nyelven
- P. Tóth Tamás – Takács Judit – Mocsonaki László (2017) A stigmatizáció hatásai HIV-vel élő meleg férfiakra Magyarországon. Esély Társadalom- és szociálpolitikai folyóirat, 29(1): 45-71
- Neményi Mária – Takács Judit (2015) Örökbefogadás és diszkrimináció Magyarországon. Esély 27(2): 32-61.
- Takács J - Mocsonaki László - P. Tóth Tamás (2008) Esély 2008/3
- Takács J (2004) Homoszexualitás és társadalom. Új Mandátum Kiadó: Budapest

### Idegen nyelven
- Takács J (2017) Listing Homosexuals since the 1920s and under State Socialism in Hungary. 157-170. In Catherine Baker (ed.) Gender in 20th-Century Eastern Europe and the USSR. [2017. július 29-i dátummal az eredetiből archiválva]. (Hozzáférés: 2017. július 29.)
- Szalma Ivett; Takács J (2017) How to measure fathering practices in a European comparison? 228-249. In Michael J. Breen (ed.) Values and Identities in Europe: Evidence from the European Social Survey
- Takács J; Szalma Ivett; Bartus Tamás (2016) Social Attitudes toward Adoption by Same-Sex Couples in Europe. Archives of Sexual Behavior 45(7)
- Szalma Ivett – Takács J (2015) Who Remains Childless? Unrealized Fertility Plans in Hungary. Sociologicky časopis/Czech Sociological Review, 51(6). [2017. július 29-i dátummal az eredetiből archiválva]. (Hozzáférés: 2017. július 29.)
- Takács J és tsi (2015) Effects of a social network HIV/STD prevention intervention for MSM in Russia and Hungary: a randomized controlled trial. AIDS 29(5):583-93
- Takács J (2015) Disciplining gender and (homo)sexuality in state socialist Hungary in the 1970s. In: European Review of History: Revue européenne d'histoire 22(1)
- Takács J és tsi (2013) Effects of Stigmatization on Gay Men Living with HIV/AIDS in a Central-Eastern European Context: A Qualitative Analysis from Hungary. Sexuality Research and Social Policy, 10(1)
- Takács J – Szalma Ivett (2011) Homophobia and same-sex partnership legislation in Europe. Equality, Diversity and Inclusion: An International Journal, 30(5)
- Hobson B – Fahlén S – Takács J (2011) Agency and Capabilities to Achieve a Work-Life Balance: A Comparison of Sweden and Hungary. Social Politics 18(2)

### További publikációk
- http://www.policy.hu/takacs/publications.php Archiválva 2017. július 29-i dátummal a Wayback Machine-ben
- https://mta.academia.edu/JuditTakacs